# Shaogang, Anhui
Shaogang (kinesiska: 邵岗) är en socken i östra Kina. Den ligger i Huoqiu härad i staden Lu'an i provinsen Anhui omkring 120 kilometer nordväst om provinshuvudstaden Hefei. Antalet invånare är 24152. Befolkningen består av 11 752 kvinnor och 12 400 män. Barn under 15 år utgör 18,0 %, vuxna 15-64 år 70 %, och äldre över 65 år 10,0 %.